# Новоалександровка (Старооскольский городской округ)
Новоалександровка — село в Старооскольском городском округе Белгородской области, входящее в состав Владимировской сельской территории. Расстояние до Старого Оскола составляет 55 км.

## История
Впервые это село упоминается в архивном документе 1657 года — маленькое, несколько дворов, помещичье владение.
В начале XIX столетия на месте села, на левом берегу реки Грязная Потудань, располагался хутор Гарфёновка, принадлежавший господам Шидловым, главная усадьба которых была на противоположной стороне реки в слободе Шидловка. В 1861 году усадьба помещика Шидлова сгорела, семья покинула имение. Гарафёновка стала центральной усадьбой.
В 1865 году хутор Гарфёновка стал называться селом Ново-Александровка. В 1904 году в селе была построена земская школа.
В 1905 году произошло крестьянское восстание, которое в итоге потерпело поражение.
В 1919 году были созданы Советы крестьянских депутатов. Сельский Совет расположился в селе Владимировка, в состав которого входило и село Ново-Александровка.
В 1926 году в селе был организован колхоз «Красная заря». В него объединились 15 дворов. Первая комсомольская ячейка была организована в 1927—1928 годах.
23 мая 1928 года постановлением Воронежского губисполкома был организован Шаталовский район. Он в числе 19 районов входил в Воронежскую область. Шаталовский район включал 62 населённых пункта, в том числе село Ново-Александровка.
27 февраля 1931 года в селе организовались 2 колхоза — «Пролетарий» и «VI-й Съезд Советов». В 1949 году произошло объединение колхозов «Пролетарий»
и «VI-й Съезд Советов», который стал называться «VI-й съезд Советов». В 1952 году колхоз «VI-й съезд Советов» и колхоз «Имени Жданова» (село Владимировка) объединились, и колхоз был назван «Имени Жданова».
В 1950-е Ново-Александровка входила во Владимировский сельсовет Шаталовского района, в декабре 1962 года перешло в Старооскольский район.
В 1965—1968 годах село полностью электрифицировано.
В 1976 году колхоз «Имени Жданова» объединён с шаталовским колхозом «Родина».
В 1985 году дороги в Ново-Александровке заасфальтированы. В этот же период пустили в эксплуатацию оросительную систему по полям всего колхоза. Также в селе был выкопан и оборудован пруд.
28 января 1989 года на общем собрании колхоз «Имени Жданова» переименован в колхоз «Родина».
В 1992 году в связи с реформой агропромышленного комплекса земля была передана в ведение сельского Совета, а затем на основании постановления местного Совета была роздана в собственность населению бесплатно в размере 0,40 га.
В 1997 г. в Новоалександровке насчитывалось 104 домовладения и 199 жителей.

## Население
| 1859 | 1897 | 2002 | 2010 |
| ---- | ---- | ---- | ---- |
| 510  | ↗716 | ↘160 | ↘132 |